# Georges Denola
Georges Denola, nato Georges Samson Denola  (Parigi, 29 agosto 1865 – Neuilly-sur-Seine, 3 marzo 1944), è stato un regista e attore francese che lavorò nel cinema all'epoca del muto.
Nella sua carriera, diresse oltre un centinaio di pellicole. Lavorò anche come assistente alla regia, attore e sceneggiatore.
Morì nel 1944, a 78 anni.

## Filmografia

### Regista
- Zizi la bouquetière - cortometraggio (1910)

- L'Évasion de Vidocq - cortometraggio (1910)

- La Bonne à tout faire (o La Servante - cortometraggio (1911)
- L'Anniversaire de Mademoiselle Félicité - cortometraggio (1911)

### Assistente Regista
- L'Arlésienne, regia di André Antoine (1922)